# Kayoko Ishikawa
Kayoko Ishikawa (japanisch 石川 佳代子 Ishikawa Kayoko) ist eine japanische Animatorin und Charakterdesignerin, die an Anime-Filmen und -Fernsehserien arbeitete.

## Werdegang und Werk
Ishikawa erste Arbeit war als Zwischenphasenzeichnerin für xxxHOLiC von 2006. Ab 2008 arbeitete sie dann auch als Schlüsselbildzeichnerin, in dem Jahr für Toradora! und Shikabane Hime: Aka. 2012 war sie dann erstmals für die Fernsehserie Aikatsu! als Regisseurin in einigen Folgen aktiv. Für die zum Franchise gehörigen Filme, die in den Jahren darauf herauskamen, entwarf sie die Designs. 2016 entwarf Ishikawa für die Eiskunstlauf-Serie Yūri!!! On Ice die Kostümdesigns. Seither arbeitet sie häufig für Produktionen von Studio MAPPA, wie 2019 Sarazanmai, 2022 Dance Dance Danseur und 2025 Zenshu.

## Filmografie (Auswahl)
- 2012: Aikatsu! (Design, Regie Folgen 4 bis 8)
- 2015: Aikatsu! Music Award: Minna de Shō o Moraima SHOW! (Design)
- 2016: Aikatsu! ~Nerawareta Mahō no Aikatsu! Card~ (Design)
- 2016: Yūri!!! On Ice (Kostümdesign)
- 2019: Sarazanmai (Charakterdesign)
- 2019: Fruits Basket (Charakterdesign)
- 2022: Dance Dance Danseur (Animationsregie Folgen 4, 5 und 7)
- 2023: Alice to Therese no Maboroshi Kōjō (Animationsregie)
- 2025: Zenshu (Charakterdesign)